# SV Sandhausen
Sportverein Sandhausen 1916 eV, thường được gọi là SV Sandhausen hoặc Sandhausen, là một câu lạc bộ bóng đá Đức có trụ sở ở Sandhausen, phía nam Heidelberg thuộc bang Baden-Württemberg.
Thành tích tốt nhất của câu lạc bộ là chức vô địch 3. Liga mùa giải 2011–12 và giành quyền thăng hạng 2. Bundesliga.